# Namie
Namie (浪江町, Namie-machi) é uma cidade japonesa localizada na Prefeitura de Fukushima. No dia 29 de Fevereiro de 2020, a cidade tinha a população de 1.238 habitantes em 794 domicílios, embora haja o registro oficial de 17.114 habitantes em 6853 domicílios. A área total da cidade é 223,14 km². A cidade foi evacuada devido ao desastre nuclear ocorrido na usina nuclear de Fukushima Daiichi, ocasionando o vazamento de radiação na região denominada e identificada como a zona de exclusão, criada em resposta ao desastre. O distrito comercial de Namie e a prefeitura foram reabertas, porém, o acesso a partes ocidentais mais fortemente contaminadas da cidade ainda permanecem restritos.

## Geografia
Namie está localizada na costa do Oceano Pacífico, no centro da Prefeitura de Fukushima.

## Municípios vizinhos
- Prefeitura de Fukushima
  - Minamisōma
  - Iitate
  - Kawamata
  - Nihonmatsu
  - Tamura
  - Ōkuma
  - Futaba
  - Katsurao

## Demografia
De acordo com os dados do censo japonês, a população de Namie foi relativamente constante nos últimos 40 anos até o desastre nuclear.

## Clima
Namie tem um clima úmido ( classificação climática de Köppen Cfa ). A temperatura média anual em Namie é 11.2 °C (52.2 °F) . A precipitação média anual é de 1,337 mm (52.6 in) com setembro como o mês mais chuvoso. A temperatura média do mês de Agosto, o mês mais quente do ano, é de 23.5 °C (74.3 °F), e o menor em janeiro, em torno de 0.2 °C (32.4 °F) .

## História
A área da atual Namie fazia parte da província de Mutsu . Os restos mortais dos túmulos do período Kofun foram encontrados na área. Durante o período Nara, era o centro do antigo distrito de Futaba na província de Iwaki. Durante o período Edo, fazia parte do Domínio Sōma, que era governado pelo clã Sōma até a restauração Meiji . Em 1 de abril de 1889, a vila de Namie foi criada no distrito de Naraha, Fukushima, com o estabelecimento do sistema moderno de municipalidades. O distrito de Naraha tornou-se distrito de Futaba em abril de 1896. Namie foi elevada à categoria de cidade em 1º de março de 1900. A cidade se expandiu em 1º de maio de 1956, anexando as aldeias vizinhas de Obori, Karino e Tsushima.

### Terremoto e tsunami de Tōhoku em 2011

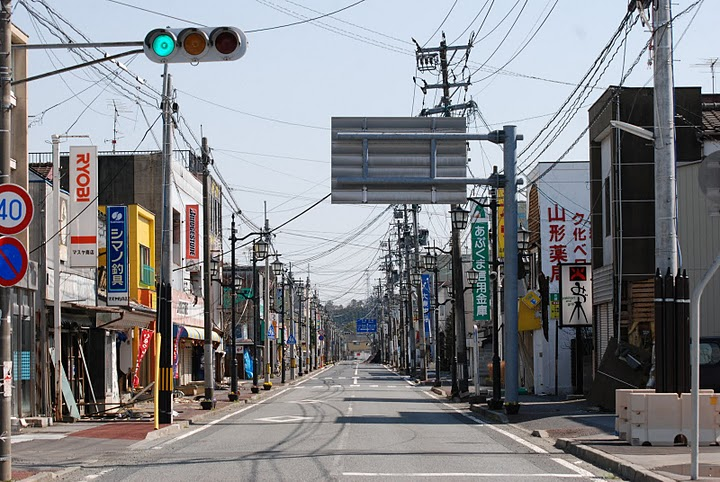
Região central de Namie

Namie foi gravemente afetada pelo desastre nuclear de Fukushima Daiichi e pelo terremoto e tsunami Tōhoku de 2011 em 11 de março de 2011. Além de sofrer danos consideráveis com o terremoto e o tsunami (que devastou a área costeira), toda a população da cidade precisou ser evacuada na manhã de 12 de março por estar localizada bem dentro dos 20 km do raio de exclusão em torno da usina nuclear de Fukushima Daiichi. A visitação a cidade ocorreu somente um mês após o tsunami.

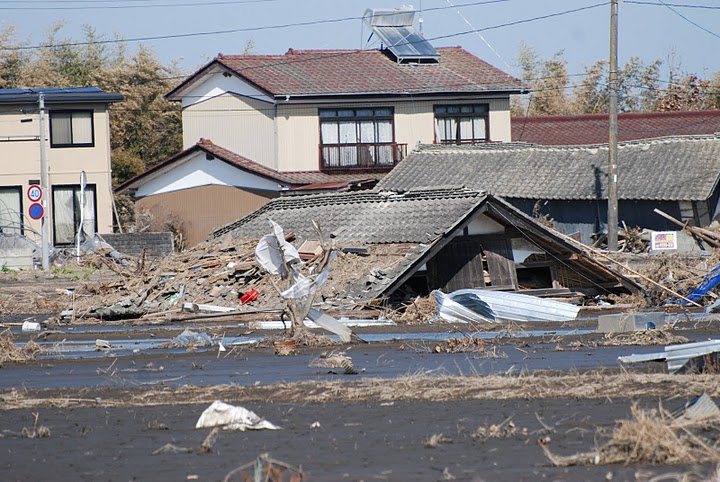
Casa destruída pelo tsunami em Namie

Durante a evacuação, muitos residentes da cidade se refugiaram em um centro comunitário localizado na região oeste de Namie, acreditando que os ventos sazonais iriam soprar a radiação da usina em uma direção diferente. No entanto, uma mudança na direção do vento soprou a radiação da usina diretamente contra eles, contaminando fortemente esta parte da cidade. Meses depois, foi revelado que tanto os governos nacional e municipal já sabiam da direção da radiação devido às previsões do sistema informático SPEEDI, mas decidiram não avisar os moradores evacuados na tentativa de evitar o pânico. Tamotsu Baba, o prefeito de Namie na época, disse que a decisão de ocultar informações de sua cidade era semelhante a um "assassinato".
No dia 15 de abril de 2012, o governo local pediu ao governo japonês cuidados de saúde gratuitos para os seus residentes. Para monitorar a saúde de longo prazo, a cidade forneceria a todos os habitantes cadernos de saúde, a fim de manter um registro completo de todos os exames de saúde e da tireoide. Os livros de saúde foram feitos como os livros usados para monitorar a saúde dos sobreviventes da bomba atômica em Hiroshima e Nagasaki . Esses livros de saúde " hibakusha " não incluíam taxas médicas e a cidade pediu ao governo que estabelecesse um programa semelhante para o povo de Namie. Das outras sete cidades ao redor da usina nuclear, a cidade de Futaba também se dispôs a participar do programa.

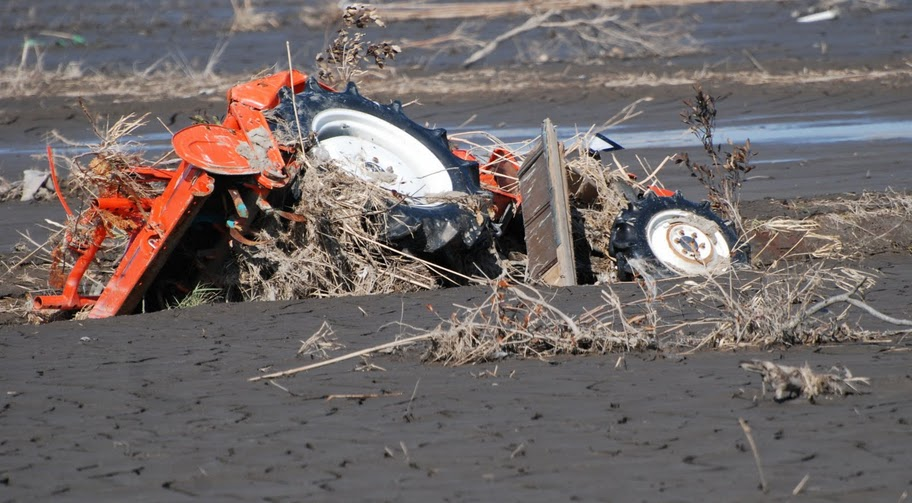
Trator destruído e enterrado em terras agrícolas em Namie

Em abril de 2012, o governo da cidade evacuada de Namie comprou um dosímetro de corpo inteiro. O dispositivo foi instalado em um alojamento temporário em Nihonmatsu, Fukushima, a fim de monitorar a exposição à radiação interna e a saúde dos cidadãos de Namie. Cerca de 50 pessoas por dia poderiam ser examinadas, uma triagem completa levaria dois minutos por pessoa. As triagens iniciais de toda a população estavam planejadas para serem concluídas no final do ano fiscal de 2012. Dessa forma, a prefeitura queria oferecer um programa de monitoramento de longo prazo à população. Outra razão para isso foi a exposição excessiva à radiação durante os primeiros dias logo após o desastre nuclear de março de 2011, quando as previsões do SPEEDI foram ignoradas pelo governo da Prefeitura de Fukushima.

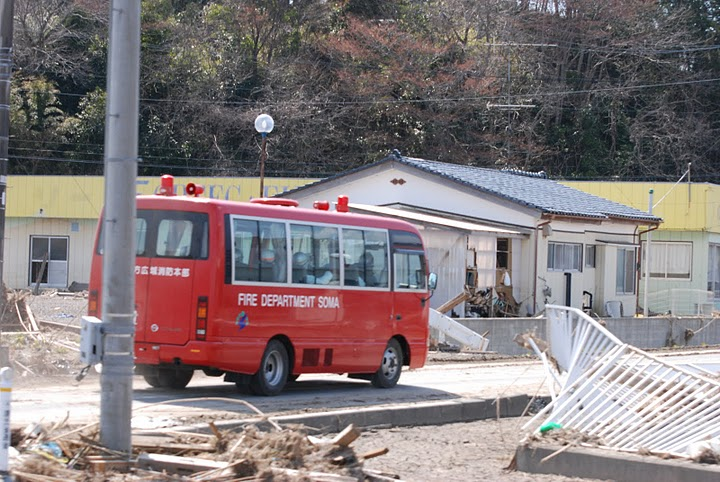
Viatura do Corpo de Bombeiros de Soma em meio as edificações destruídas pelo tsunami em Namie

Em 1 de abril de 2013, a zona de evacuação nuclear em Namie foi revisada. As autoridades japonesas definiram três zonas diferentes de acordo com os diferentes níveis de radiação: na primeira, as pessoas poderiam entrar e sair livremente, mas não poderiam pernoitar; no segundo, o acesso foi limitado a curtas visitas; e na terceira área, a entrada foram proibida por causa dos elevados níveis de radiação que não deveriam diminuir dentro de cinco anos após o acidente.
No dia 27 de outubro de 2016, foi inaugurado na cidade um novo shopping, o Machi Nami Marche, com o intuito de auxiliar no retorno das pessoas à área caso as ordens de evacuação fossem suspensas. Este projeto de construção foi concluído na mesma época que um projeto semelhante na cidade vizinha de Tomioka, também dentro da zona de evacuação.
Em 1º de abril de 2017, as restrições foram suspensas na primeira e segunda zonas, permitindo o retorno dos moradores a essas áreas, embora uma pesquisa indique que mais da metade não pretendia retornar a região. As áreas estão na porção costeira de Namie, onde fica a região central. A maior parte do interior da cidade permanece na zona 3, com acesso totalmente proibido devido à alta radiação residual. Em 22 de dezembro de 2017, a área foi listada pelo governo nacional como uma das várias zonas especiais para reconstrução e revitalização, ao lado de várias áreas e cidades vizinhas.
Outros trabalhos de descontaminação começaram em maio de 2018 como parte de um plano para descontaminação de 660 hectares até março de 2023. Isso é 3,7% da área onde a entrada é proibida.

### Terremoto de 2016
Um terremoto de magnitude 6,9 atingiu a costa de Namie nas primeiras horas da manhã de 22 de novembro de 2016. Um alerta de tsunami foi emitido indicando ondas de até três metros.

## Economia
A economia de Namie dependia da pesca comercial, agricultura e processamento de alimentos.
Em 7 de março de 2020, o Campo de Pesquisa de Energia de Hidrogênio de Fukushima (FH2R), uma unidade de produção de hidrogênio de classe 10MW, foi inaugurado em Namie. O local ocupa 180.000 metros quadrados de terreno, grande parte dele ocupado por um painel solar ; mas a energia da rede também é usada para conduzir a eletrólise da água para produzir combustível de hidrogênio .

## Educação
Namie tinha seis escolas primárias públicas e três escolas secundárias públicas administradas pelo governo da cidade, e duas escolas secundárias públicas administradas pelo Conselho de Educação da Prefeitura de Fukushima. Todas as escolas foram fechadas após o desastre nuclear. Em 2019, seis alunos estavam matriculados em uma nova escola primária.

## Transporte

### Ferrovias
East Japan Railway Company (JR East) - Linha Jōban
- Namie

### Rodovias
- Joban Expressway - Namie Interchange
- Rota Nacional 6
- Rota Nacional 114
- Rota Nacional 259
- Rota Nacional 399

## Atrações turisticas
- Cerâmica Sōma

## Cidades Irmãs
- - Xinghua, Jiangsu, People's Republic of China,[20]